# 鎌田直樹
鎌田 直樹（かまた なおき、1996年10月21日 - ）は、日本のプロレスラー。プロレスリングFREEDOMS所属。

## 来歴
2018年12月25日、後楽園ホール大会にて杉浦透を相手にデビュー。
2020年2月10日付で無期限休業。

## 入場曲
- 来た道戻るの大嫌い（竹原ピストル）